# Nadwodnikowate
Nadwodnikowate (Elatinaceae Dumort.) – rodzina roślin z rzędu malpigiowców (Malpighiales). Obejmuje dwa rodzaje z około 35 gatunkami. Przedstawiciele tej rodziny występują najczęściej w płytkich, słodkich wodach na wszystkich kontynentach z wyjątkiem Antarktydy, przy czym w strefie tropikalnej spotykane są dość rzadko, częściej w strefie umiarkowanej. Rodzaj Bergia jest najbardziej zróżnicowany w okresowych zbiornikach tropikalnej Australii. Rośliny z rodzaju nadwodnik (którego przedstawiciele występują także w Polsce) bywają uprawiane w akwariach.

## Morfologia

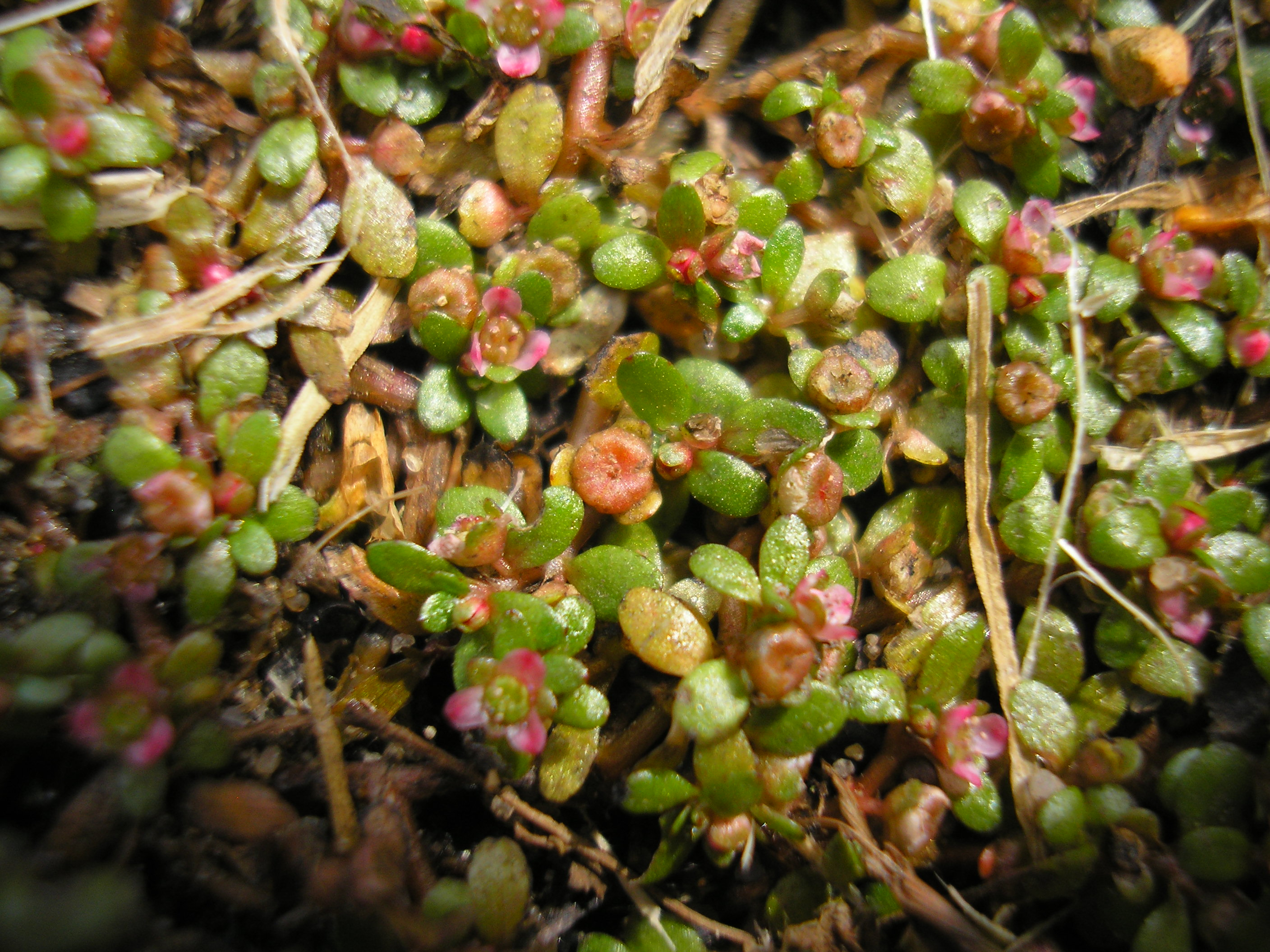
Nadwodnik sześciopręcikowy

PokrójRośliny jednoroczne i byliny (aczkolwiek zwykle krótkotrwałe), a w jednym wypadku (Bergia suffruticosa) także małe krzewy; o pędach nagich (Elatine) lub gruczołowato owłosionych (Bergia), często drobne.
LiścieNaprzeciwległe lub okółkowe (Elatine alsinastrum), pojedyncze, o blaszce całobrzegiej lub piłkowanej, często ogonkowe, czasem siedzące, z parą błoniastych przylistków u nasady.
KwiatyPojedyncze lub zebrane po 2–3 w niewielkie wierzchotki w kątach liści. Kwiaty drobne, obupłciowe i promieniste. Działki kielicha 2–5, wolne lub zrośnięte u nasady, często błoniaste przynajmniej na obrzeżach. Płatki korony w liczbie 2–5 są wolne i trwałe. Pręciki występują w liczbie dwukrotnie większej od liczby płatków, bądź zredukowane są tylko do jednego. Pylniki są szerokojajowate, otwierają się podłużnymi pęknięciami. Zalążnia jest górna, 2–5-komorowa. Szyjki słupka w liczbie odpowiadającej liczbie komór, zakończone są główkowatymi znamionami.
OwoceBłoniaste, cienkościenne torebki z przegrodami zawierające liczne i drobne nasiona o siateczkowato rzeźbionych łupinach.

## Systematyka
Pozycja systematyczna nadwodnikowatych długo pozostawała niejasna. Łączone były z goździkowatymi Caryophyllaceae i kluzjowatymi Clusiaceae. W systemie Takhtajana jeszcze w wersji z 2009 włączane były z kluzjowatymi do rzędu Hypericales. Z kolei w systemie APG I (1998) rodzina miała niejasną pozycję w klasyfikacji (Incertae sedis). Dopiero badania molekularne wraz ze szczegółową analizą morfologiczną ujawniły ich siostrzaną relację względem malpigiowatych Malpigiaceae. W parze z tą rodziną nadwodnikowate wchodzą w skład obszernego rzędu malpigiowców (Malpighiales) (klasyfikowane są tak w systemie APG II z 2003 i późniejszych wersjach tego systemu). Na podstawie zegara molekularnego oddzielenie się nadwodnikowatych od malpigiowatych datowane jest na ok. 94 miliony lat temu.
Pozycja systematyczna według APweb (aktualizowany system APG IV z 2016)
|  | Putranjivaceae  |
|  |                 |
|  | Lophopyxidaceae |
|  |                 |

|  | Centroplacaceae                                                                               |
|  |                                                                                               |
|  | \| \| Malpighiaceae – malpigiowate \| \| \| \| \| \| Elatinaceae – nadwodnikowate \| \| \| \| |
|  |                                                                                               |
|  | Malpighiaceae – malpigiowate                                                                  |
|  |                                                                                               |
|  | Elatinaceae – nadwodnikowate                                                                  |
|  |                                                                                               |

|  | Malpighiaceae – malpigiowate |
|  |                              |
|  | Elatinaceae – nadwodnikowate |
|  |                              |

|  | Trigoniaceae    |
|  |                 |
|  | Dichapetalaceae |
|  |                 |

|  | Chrysobalanaceae – złotośliwowate |
|  |                                   |
|  | Euphroniaceae                     |
|  |                                   |

|  | Trigoniaceae    |
|  |                 |
|  | Dichapetalaceae |
|  |                 |

|  | Chrysobalanaceae – złotośliwowate |
|  |                                   |
|  | Euphroniaceae                     |
|  |                                   |

|  | Trigoniaceae    |
|  |                 |
|  | Dichapetalaceae |
|  |                 |

|  | Chrysobalanaceae – złotośliwowate |
|  |                                   |
|  | Euphroniaceae                     |
|  |                                   |

|  | Trigoniaceae    |
|  |                 |
|  | Dichapetalaceae |
|  |                 |

|  | Chrysobalanaceae – złotośliwowate |
|  |                                   |
|  | Euphroniaceae                     |
|  |                                   |

|  | Putranjivaceae  |
|  |                 |
|  | Lophopyxidaceae |
|  |                 |

|  | Centroplacaceae                                                                               |
|  |                                                                                               |
|  | \| \| Malpighiaceae – malpigiowate \| \| \| \| \| \| Elatinaceae – nadwodnikowate \| \| \| \| |
|  |                                                                                               |
|  | Malpighiaceae – malpigiowate                                                                  |
|  |                                                                                               |
|  | Elatinaceae – nadwodnikowate                                                                  |
|  |                                                                                               |

|  | Malpighiaceae – malpigiowate |
|  |                              |
|  | Elatinaceae – nadwodnikowate |
|  |                              |

|  | Trigoniaceae    |
|  |                 |
|  | Dichapetalaceae |
|  |                 |

|  | Chrysobalanaceae – złotośliwowate |
|  |                                   |
|  | Euphroniaceae                     |
|  |                                   |

|  | Trigoniaceae    |
|  |                 |
|  | Dichapetalaceae |
|  |                 |

|  | Chrysobalanaceae – złotośliwowate |
|  |                                   |
|  | Euphroniaceae                     |
|  |                                   |

|  | Trigoniaceae    |
|  |                 |
|  | Dichapetalaceae |
|  |                 |

|  | Chrysobalanaceae – złotośliwowate |
|  |                                   |
|  | Euphroniaceae                     |
|  |                                   |

|  | Trigoniaceae    |
|  |                 |
|  | Dichapetalaceae |
|  |                 |

|  | Chrysobalanaceae – złotośliwowate |
|  |                                   |
|  | Euphroniaceae                     |
|  |                                   |

Podział na rodzaje
- Bergia L.
- Elatine L. – nadwodnik